# 埃克塞特中央站
埃克塞特中央站（英語：Exeter Central railway station）是位於英國英格蘭德文郡城市埃克塞特的火車站，也是最接近埃克塞特市中心的火車站，但規模比埃克塞特聖戴維斯站略小。在1860年開業至1933年期間，埃克塞特中央站曾名為埃克塞特皇后街站。